# Temporada da NHL de 1941–42
A temporada da NHL de 1941–42 foi a 25.ª  temporada da National Hockey League (NHL). Sete times jogaram 48 partidas cada. O Toronto Maple Leafs venceria a Stanley Cup ao derrotar o Detroit Red Wings vencendo 4 partidas seguidas após perder as primeiras 3 na série melhor de 7. Nenhuma outra equipe repetiu esse feito.

## Negócios da Liga
Essa foi a última temporada do New York Americans, que mudou seu nome para Brooklyn Americans em uma tentativa de construir uma relação cívica com a população da área de Flatbush, no Brooklyn, em Nova York.

## Temporada Regular
Os Americans começaram a temporada sem Harvey "Busher" Jackson, que se recusou a assinar. Ele foi, então, vendido para o Boston. Mas os Amerks tiveram duas notas positivas: dois defensores, Tommy Anderson e Pat Egan, eram agora de calibre das Estrelas. Aquilo não preveniu o término da equipe na lanterna, todavia. Em 9 de dezembro de 1941, o jogo Chicago Blackhawks-Boston Bruins seria adiado por mais de meia hora porque o presidente dos Estados Unidos Franklin Delano Roosevelt declarou que o país estava em guerra.
Frank Patrick sofreu um ataque cardíaco e teve de vender sua parte no Montreal Canadiens, e os Habs quase tiveram de se mudar para Cleveland. Mas Tommy Gorman manteve o time vivo. Eles adicionaram Emile "Butch" Bouchard para começar sua grande carreira na defesa e outro jogador muito bom, Buddy O'Connor, no centro. Montreal teve problemas no gol já que Bert Gardiner estava em baixa, e o estreante Paul Bibeault o substituiu. Ele deu mostras de brilhantismo, mas sua inexperiência prevaleceu. Joe Benoit destacou-se com 20 gols, o primeiro canadense a fazê-lo desde 1938–39, quando Toe Blake conseguiu isso.
O New York Rangers tinha um novo goleiro já que Sugar Jim Henry substitiu o aposentado Dave Kerr. Henry foi uma das razões do término dos Rangers em primeiro, algo que não seria repetido nos próximos 50 anos.

### Classificação Final
| National Hockey League | PJ | V  | D  | E | Pts | GP  | GC  |
| ---------------------- | -- | -- | -- | - | --- | --- | --- |
| New York Rangers       | 48 | 29 | 17 | 2 | 60  | 177 | 143 |
| Toronto Maple Leafs    | 48 | 27 | 18 | 3 | 57  | 158 | 136 |
| Boston Bruins          | 48 | 25 | 17 | 6 | 56  | 160 | 118 |
| Chicago Black Hawks    | 48 | 22 | 23 | 3 | 47  | 145 | 155 |
| Detroit Red Wings      | 48 | 19 | 25 | 4 | 42  | 140 | 147 |
| Montreal Canadiens     | 48 | 18 | 27 | 3 | 39  | 134 | 173 |
| Brooklyn Americans     | 48 | 16 | 29 | 3 | 35  | 133 | 175 |

Nota: PJ = Partidas Jogadas, V = Vitórias, D = Derrotas, E = Empates, Pts = Pontos, GP = Gols Pró, GC = Gols Contra

Times que se classificaram aos play-offs estão destacados em negrito.

### Artilheiros
PJ = Partidas Jogadas, G = Gols, A = Assistências, Pts = Pontos, PEM = Penalizações em Minutos
| Jogador        | Time                | PJ | G  | A  | Pts | PEM |
| -------------- | ------------------- | -- | -- | -- | --- | --- |
| Bryan Hextall  | New York Rangers    | 48 | 24 | 32 | 56  | 30  |
| Lynn Patrick   | New York Rangers    | 47 | 32 | 22 | 54  | 18  |
| Don Grosso     | Detroit Red Wings   | 45 | 23 | 30 | 53  | 13  |
| Phil Watson    | New York Rangers    | 48 | 15 | 37 | 52  | 58  |
| Sid Abel       | Detroit Red Wings   | 48 | 18 | 31 | 49  | 45  |
| Toe Blake      | Montreal Canadiens  | 48 | 17 | 28 | 45  | 29  |
| Bill Thoms     | Chicago Black Hawks | 47 | 15 | 30 | 45  | 8   |
| Gordie Drillon | Toronto Maple Leafs | 48 | 23 | 18 | 41  | 6   |
| Syl Apps       | Toronto Maple Leafs | 38 | 18 | 23 | 41  | 0   |
| Tommy Anderson | Brooklyn Americans  | 48 | 12 | 29 | 41  | 64  |

## Playoffs
Todas as datas em 1942

### Quartas-de-final
Boston Bruins vs. Chicago Black Hawks
| Data        | Visitante | Placar | Mandante | Placar | Notas |
| ----------- | --------- | ------ | -------- | ------ | ----- |
| 22 de março | Boston    | 2      | Chicago  | 1      | OT    |
| 24 de março | Chicago   | 4      | Boston   | 0      |       |
| 26 de março | Chicago   | 2      | Boston   | 3      |       |

Boston venceu a série melhor de 3 por 2–1
Detroit Red Wings vs. Montreal Canadiens
| Data        | Visitante | Placar | Mandante | Placar | Notas |
| ----------- | --------- | ------ | -------- | ------ | ----- |
| 22 de março | Montreal  | 1      | Detroit  | 2      |       |
| 24 de março | Detroit   | 0      | Montreal | 5      |       |
| 26 de março | Montreal  | 2      | Detroit  | 6      |       |

Detroit venceu a série melhor de 3 por 2–1

### Semifinais
New York Rangers vs. Toronto Maple Leafs
| Data        | Visitante | Placar | Mandante | Placar | Notas |
| ----------- | --------- | ------ | -------- | ------ | ----- |
| 21 de março | New York  | 1      | Toronto  | 3      |       |
| 22 de março | Toronto   | 4      | New York | 2      |       |
| 24 de março | Toronto   | 0      | New York | 3      |       |
| 28 de março | New York  | 1      | Toronto  | 2      |       |
| 29 de março | Toronto   | 1      | New York | 3      |       |
| 31 de março | New York  | 2      | Toronto  | 3      |       |

Toronto venceu a série melhor de 7 por 4–2
Boston Bruins vs. Detroit Red Wings
| Data        | Visitante | Placar | Mandante | Placar | Notas |
| ----------- | --------- | ------ | -------- | ------ | ----- |
| 29 de março | Detroit   | 6      | Boston   | 4      |       |
| 31 de março | Boston    | 1      | Detroit  | 3      |       |

Detroit venceu a série melhor de 3 por 2–0

### Final
Toronto Maple Leafs vs. Detroit Red Wings
| Data        | Visitante | Placar | Mandante | Placar | Notas |
| ----------- | --------- | ------ | -------- | ------ | ----- |
| 4 de abril  | Detroit   | 3      | Toronto  | 2      |       |
| 7 de abril  | Detroit   | 4      | Toronto  | 2      |       |
| 9 de abril  | Toronto   | 2      | Detroit  | 5      |       |
| 12 de abril | Toronto   | 4      | Detroit  | 3      |       |
| 14 de abril | Detroit   | 3      | Toronto  | 9      |       |
| 16 de abril | Toronto   | 3      | Detroit  | 0      |       |
| 18 de abril | Detroit   | 1      | Toronto  | 3      |       |

Toronto venceu a série melhor de 7 por 4–3

## Prêmio da NHL
| Troféu Memorial Calder:    | Grant Warwick, New York Rangers    |
| Troféu Memorial Hart:      | Tommy Anderson, Brooklyn Americans |
| Troféu Memorial Lady Byng: | Syl Apps, Toronto Maple Leafs      |
| Copa O'Brien:              | Detroit Red Wings                  |
| Troféu Príncipe de Gales:  | New York Rangers                   |
| Troféu Vezina:             | Frank Brimsek, Boston Bruins       |

### Times das Estrelas
| Primeiro Time                      | Position | Segundo Time                        |
| ---------------------------------- | -------- | ----------------------------------- |
| Frank Brimsek, Boston Bruins       | G        | Turk Broda, Toronto Maple Leafs     |
| Earl Seibert, Chicago Black Hawks  | D        | Pat Egan, Brooklyn Americans        |
| Tommy Anderson, Brooklyn Americans | D        | Bucko McDonald, Toronto Maple Leafs |
| Syl Apps, Toronto Maple Leafs      | C        | Phil Watson, New York Rangers       |
| Bryan Hextall, New York Rangers    | RW       | Gordie Drillon, Toronto Maple Leafs |
| Lynn Patrick, New York Rangers     | LW       | Sid Abel, Detroit Red Wings         |
| Frank Boucher, New York Rangers    | Coach    | Paul Thompson, Chicago Black Hawks  |

## Estreias
O seguinte é uma lista de jogadores importantes que jogaram seu primeiro jogo na NHL em 1941-42 (listados com seu primeiro time, asterisco(*) marca estreia nos play-offs):
- Kenny Mosdell, Brooklyn Americans
- Harry Watson, Brooklyn Americans
- Bill Mosienko, Chicago Black Hawks
- Adam Brown, Detroit Red Wings
- Buddy O'Connor, Montreal Canadiens
- Emile "Butch" Bouchard, Montreal Canadiens
- Grant Warwick, New York Rangers
- Jim Henry, New York Rangers
- Bob Goldham, Toronto Maple Leafs
- Gaye Stewart*, Toronto Maple Leafs

## Últimos Jogos
O seguinte é uma lista de jogadores importantes que jogaram seu último jogo na NHL em 1941-42 (listados com seu último time):
- Eddie Wiseman, Boston Bruins
- Tommy Anderson, Brooklyn Americans
- Art Coulter, New York Rangers